# Лаборем
Лаборем — деревня в Корткеросском районе республики Коми в составе сельского поселения Керес.

## География
Расположена на левобережье Вычегды у старицы Лаборöмты примерно в 54 км по прямой на восток от районного центра села Корткерос.

## История
Официальная дата основания 1784 год. В 1859 году отмечалась как Лаборомское (Лабором). 

## Население
Постоянное население  составляло 139 человек (коми 92%) в 2002 году, 93 в 2010 .